# Santo Versace
Santo Versace (Regio de Calabria, 16 de diciembre de 1944) es un empresario italiano, uno de los hermanos del famoso diseñador Gianni Versace.

## Biografía
Proviene de una familia humilde. Estaba casado con Cristina Ragazzi, con quien tuvo dos hijos: Francesca, diseñadora de bolsos y Antonio.
Tras la muerte de Gianni en 1997, heredó el 30 % de la firma Versace, convirtiéndose en el encargado de la parte financiera y de la política de ventas de la compañía, mientras Donatella, la otra hermana de Gianni, se ocupa de la parte creativa. Donatella posee el 20% del grupo y su hija Allegra, sobrina por tanto de Santo, el restante 50%. Hasta la mayoría de edad de Allegra se ocuparon entre los dos hermanos de controlar su herencia, aunque ahora tampoco se ha involucrado mucho en el mundo empresarial, con lo que sigue confiando en su madre y su tío.
En mayo de 2006 fue nombrado además director de la empresa Polimoda, importante consultora en el mundo de la moda que aglutina a 30 empresas, apoyado por el ayuntamiento de Florencia y con amplio consenso.